# Then Play On
Then Play On – trzeci album studyjny zespołu Fleetwood Mac z 1969 roku.

## Lista utworów
Strona 1:
1. "Coming Your Way" (Kirwan) – 3:47
2. "Closing My Eyes" (Green) – 4:50
3. "Fighting for Madge" (Fleetwood) – 2:45
4. "When You Say" (Kirwan) – 4:22
5. "Showbiz Blues" (Green) – 3:50
6. "Underway" (Green) – 2:51 (czas na wersji amerykańskiej, wyciszenie), 3:06 (czas na wersji brytyjskiej, bez wyciszenia)
7. "One Sunny Day" (Kirwan) – 3:12*

Strona 2:
1. "Although the Sun Is Shining" (Kirwan) – 2:31
2. "Rattlesnake Shake" (Green) – 3:32
3. "Without You" (Kirwan) – 4:34*
4. (3-US) "Searching for Madge" (McVie) – 6:56
5. (4-US) "My Dream" (Kirwan) – 3:30 (długi śmiech łączy ten utwór z następnym)
6. (5-US) "Like Crying" (Kirwan) – 2:21
7. (6-US) "Before the Beginning" (Green) – 3:28

## Twórcy
- Peter Green – wokal, gitara, harmonijka
- Jeremy Spencer - pianino on "Oh Well" {Pt 2}
- Danny Kirwan - wokal, elektryczna gitara
- John McVie – bas
- Mick Fleetwood – perkusja

### Gościnnie wystąpili
- Christine Perfect - pianino
- Big Walter Horton - harmonijka